# Lancia Trevi
De Lancia Trevi is een middenklasser die van 1980 tot 1984 door de Italiaanse autofabrikant Lancia geproduceerd werd. De Trevi is in wezen een sedanversie van de Lancia Beta hatchback uit 1972, waarmee de wagen veel componenten deelt. De auto's uit de eerste serie, die van 1980 tot 1983 geproduceerd werden, stonden bekend als Lancia Beta Trevi en die van de tweede serie, die van 1983 tot 1984 geproduceerd werden, als Lancia Trevi.

## Historiek

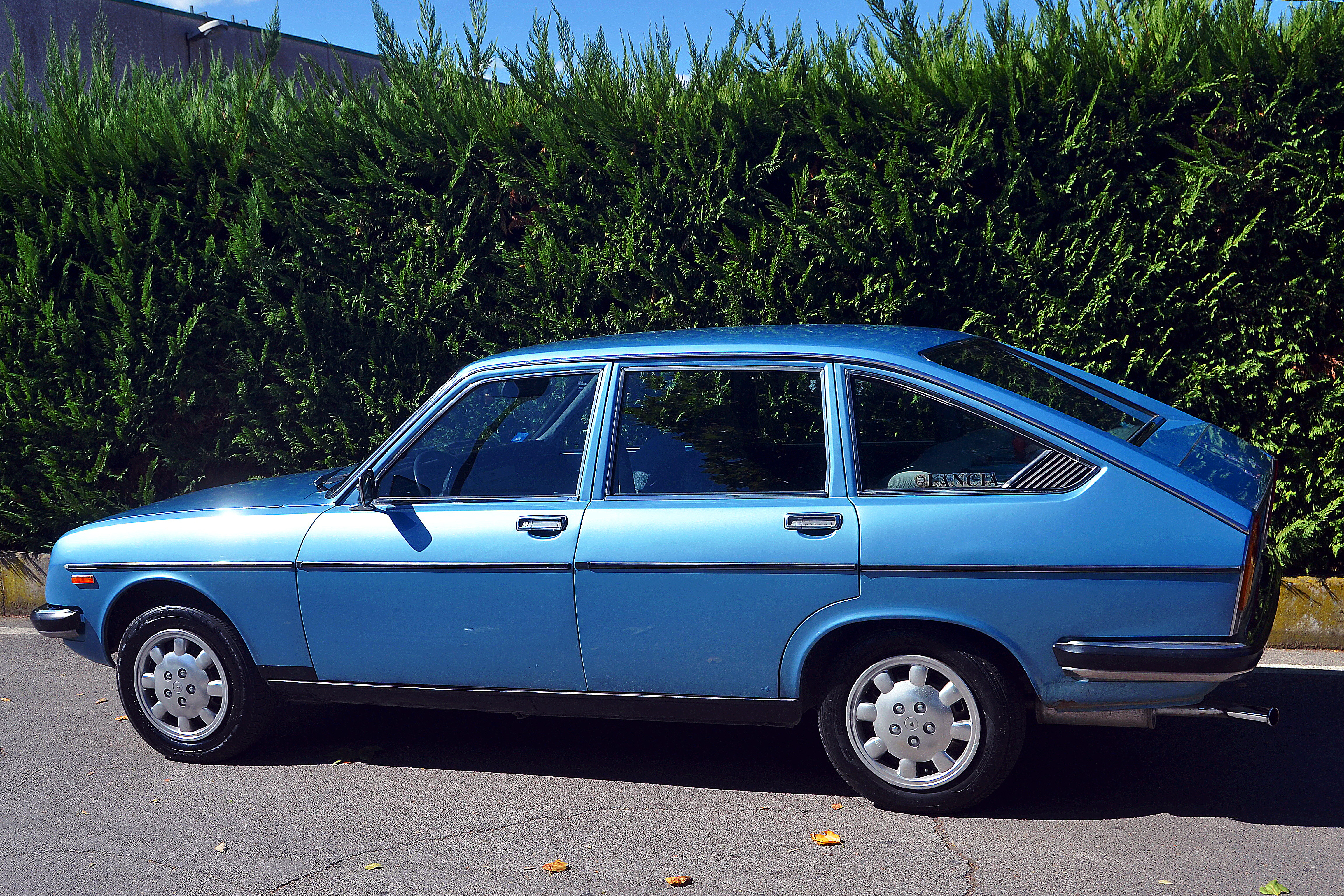
Technische en stilistische basis: Lancia Beta Berlina

De Lancia Beta Berlina was het eerste Lancia-model nadat het bedrijf overgenomen was door FIAT. De ontwikkeling van de Beta nam zo'n twee jaar in beslag. Lancia nam daarbij tal van mechanische onderdelen over van Fiat, waaronder de motoren. De versnellingsbak kwam dan weer van de voormalige samenwerkingspartner Citroën. De carrosserie was geen ontwerp van Lancia maar werd getekend door het Centro Stile van Fiat. Kenmerkend voor de hatchback-carrosserie van de Beta Berlina was het kleine kofferdeksel dat onder de achterruit scharnierde. Dit werd later opnieuw gebruikt bij de Lancia Gamma.
Lancia heeft in de loop der jaren een hele modellenreeks afgeleid van de Beta Berlina, waaronder een coupé, een shooting brake (HPE) en een cabriolet met targa-dak (Spider). Al deze door Pininfarina ontworpen modellen leken sterk op elkaar maar hadden geen gemeenschappelijke carrosseriedelen met de Beta Berlina. Als laatste variant in de Beta-familie verscheen in 1980 een sedan, de Beta Trevi.
Verschillende andere autofabrikanten hadden in die tijd ook een sedan-versie van hun hatchbacks op de markt gebracht: De VW Derby was de sedan-variant van de VW Polo, de VW Jetta was afgeleid van de VW Golf, de Talbot Solara van de Talbot 1510 en de Fiat Regata van de Fiat Ritmo. De sedanversies waren meestal bedoeld om conservatieve klanten aan te spreken die geen interesse hadden in hatchback-modellen. Dit gold ook voor de Beta Trevi.
De naam Trevi verwijst niet naar de Romeinse Trevifontein zoals soms gesuggereerd wordt. Het woord is gewoon een samentrekking van de Italiaanse term tre volumi, wat een carrosseriestructuur beschrijft die uit drie afzonderlijke volumes bestaat (motorruimte, zitruimte en kofferbak).

## Ontwerp

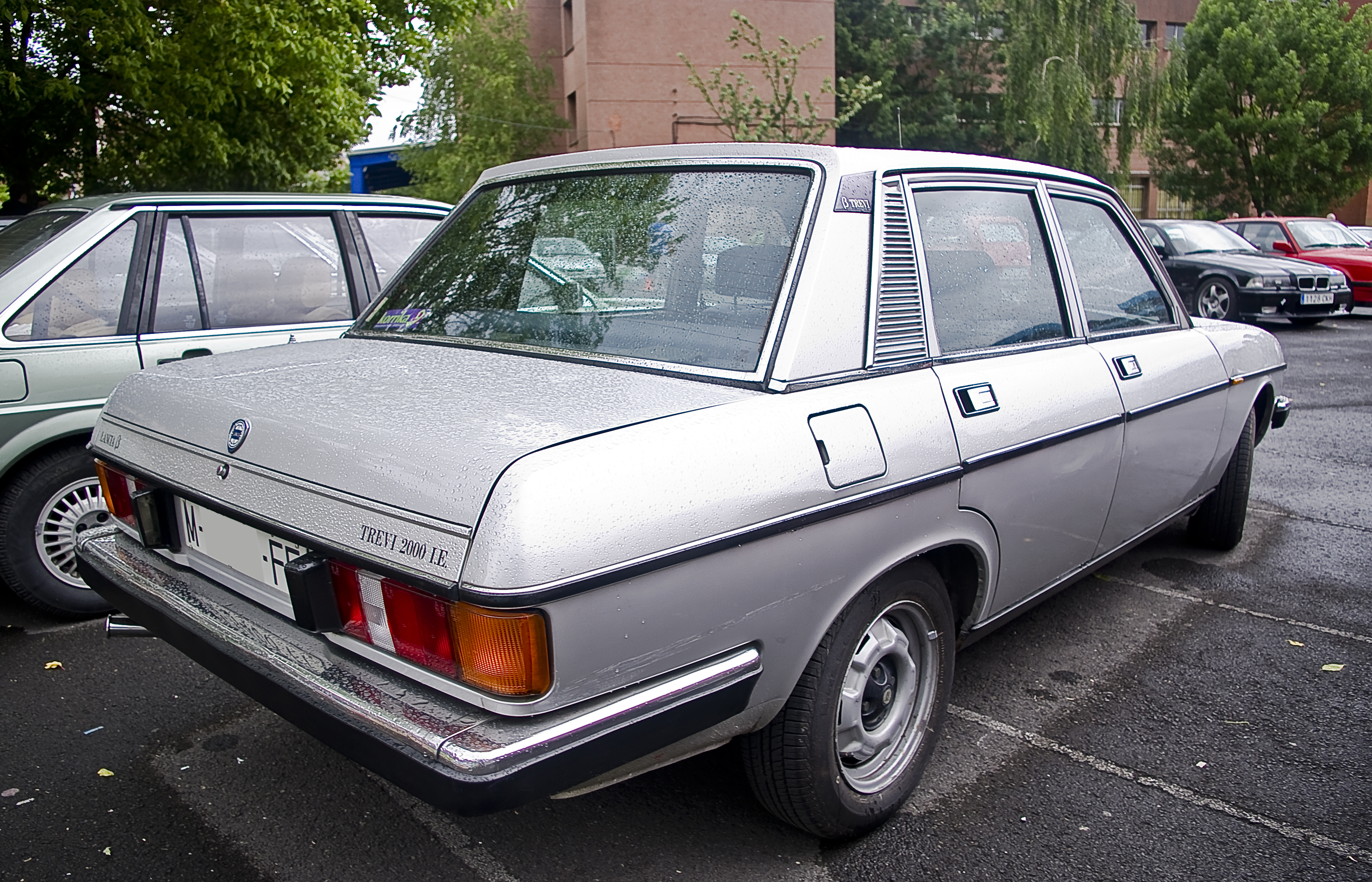
Lancia Beta Trevi, achteraanzicht

De carrosserie van de Beta Trevi werd intern bij Fiat ontworpen, met enkele bijsturingen door Pininfarina. De Beta Trevi nam grotendeels de zelfdragende carrosserie van de Beta Berlina over tot aan de C-stijl. Het achterste gedeelte bestond uit een steile achterruit en een hoge, ietwat hoekige koffer. Aan de achterzijde van het dak was een spoilerlip geïntegreerd. Het hoekige ontwerp van de achterkant werd vaak als onelegant ervaren en de roosters op de C-stijlen oogstten kritiek.

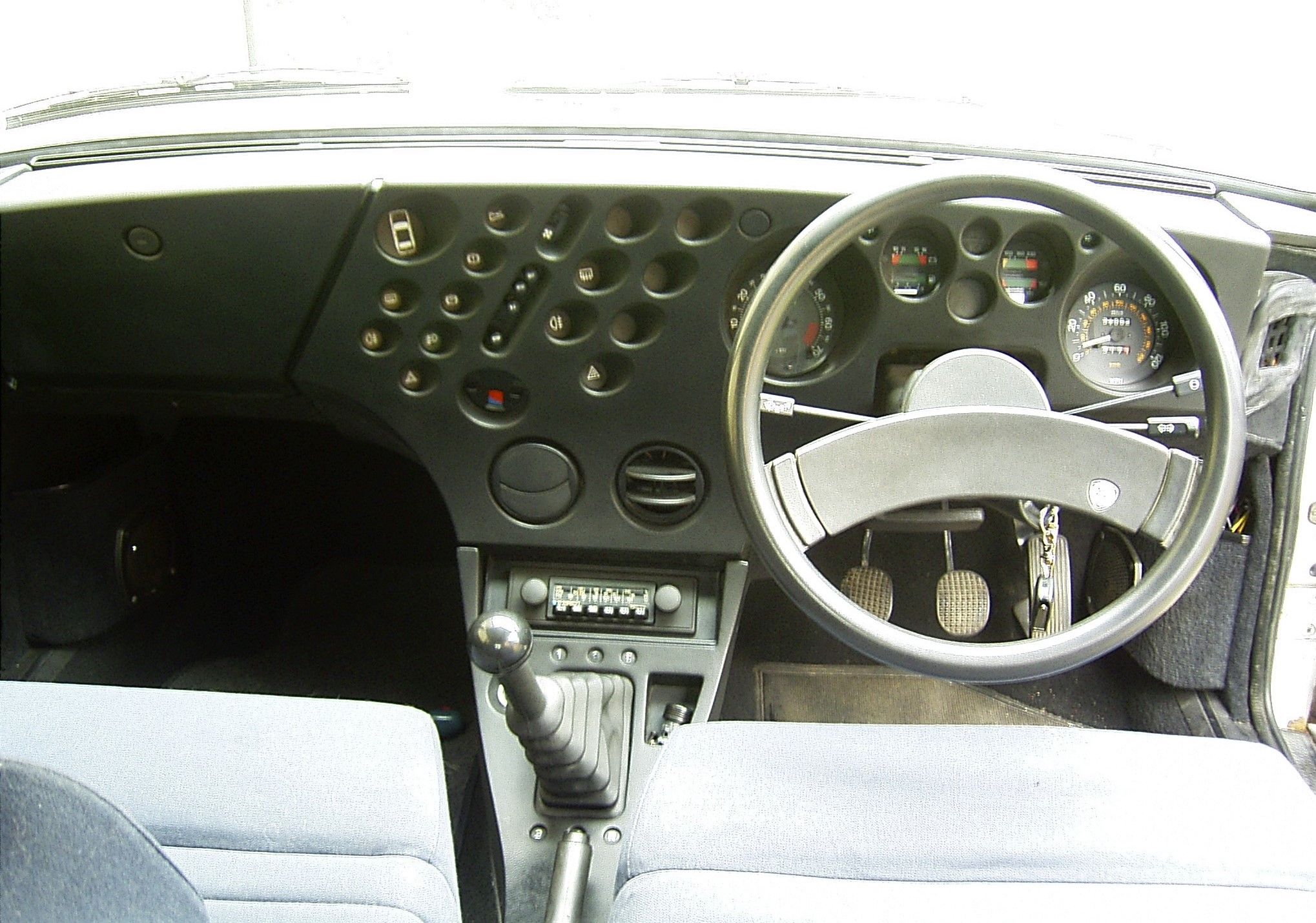
"Zwitserse kaas": het dashboard ontworpen door Mario Bellini

Ook het futuristische dashboard van de Milanese architect en industrieel ontwerper Mario Bellini kon op weinig bijval rekenen. Bellini had een licht gebogen dashboard bedacht dat voorzien was van een dertigtal ronde inkepingen met diep verzonken schakelaars en wijzerplaten. Niet alleen contrasteerde dit futuristische ontwerp sterk met het uitgesproken conservatieve exterieur van de wagen, ook het gebrek aan duidelijkheid in de opstelling van de wijzerplaten en bedieningselementen kreeg veel kritiek. Het dashboard werd vaak smalend bestempeld als "Zwitserse kaas".
Met in totaal zo'n 40.000 geproduceerde exemplaren is de Trevi dan ook nooit een verkoopsucces geworden.

## Motoren
De Beta Trevi nam het motorengamma van de Beta-reeks over. De motoren werden dwars voorin geplaatst en dreven de voorwielen aan. De instapversie was een 1,6-liter-viercilinder met twee bovenliggende nokkenassen. Deze motor ontwikkelde 74 kW (101 pk). Daarboven kwam een variant met een 2,0-litermotor met 85 kW (116 pk). Beide motoren waren uitgerust met dubbele Weber carburateurs. De 2,0-litermotor was vanaf 1981 ook verkrijgbaar met elektronische injectie, waardoor het motorvermogen toenam tot 90 kW (122 pk).
In 1982 verscheen de Trevi 2000 Volumex als het nieuwe topmodel. Dit model was uitgerust met een 2,0-litermotor met supercharger, wat een motorvermogen opleverde  van 99 kW (135 pk). Er kwam wel kritiek op het feit dat de Volumex-motor gebruik maakte van conventionele Weber-carburateurs en niet van een injectiesysteem. Over het ontstaan van de Volumex-motor lopen de meningen uiteen. In persberichten van Lancia werd de compressor voorgesteld als een alternatief voor de turbo om het motorvermogen te verhogen zonder de typische nadelen van een turbo, zoals een tragere respons op het gaspedaal. Andere bronnen veronderstellen dat de Volumex-motor ontstaan is uit het autoracen: toen Lancia in 1981 op zoek was naar een krachtig motorconcept voor de Lancia Rally 037 rallysportwagen werd aan een supercharger gedacht. Om de ontwikkelingskosten voor een dergelijke motor te rechtvaardigen moest echter parallel een wegversie worden ontwikkeld die in grote aantallen verkocht kon worden.
| Type      | Jaartal   | Motor     | Motor     | Motor    | Topsnelheid | Brandstofvoorziening         |
| Type      | Jaartal   | Inhoud    | Cilinders | Vermogen | Topsnelheid | Brandstofvoorziening         |
| --------- | --------- | --------- | --------- | -------- | ----------- | ---------------------------- |
| 1600      | 1980-1984 | 1.585 cm³ | 4-in-lijn | 101 pk   | 170 km/u    | carburateur                  |
| 2000      | 1980-1983 | 1.981 cm³ | 4-in-lijn | 116 pk   | 176 km/u    | carburateur                  |
| 2000 I.E. | 1981-1984 | 1.981 cm³ | 4-in-lijn | 122 pk   | 180 km/u    | injectie                     |
| Volumex   | 1982-1984 | 1.981 cm³ | 4-in-lijn | 135 pk   | 190 km/u    | carburateur met supercharger |

## Trevi Volumex Bimotore

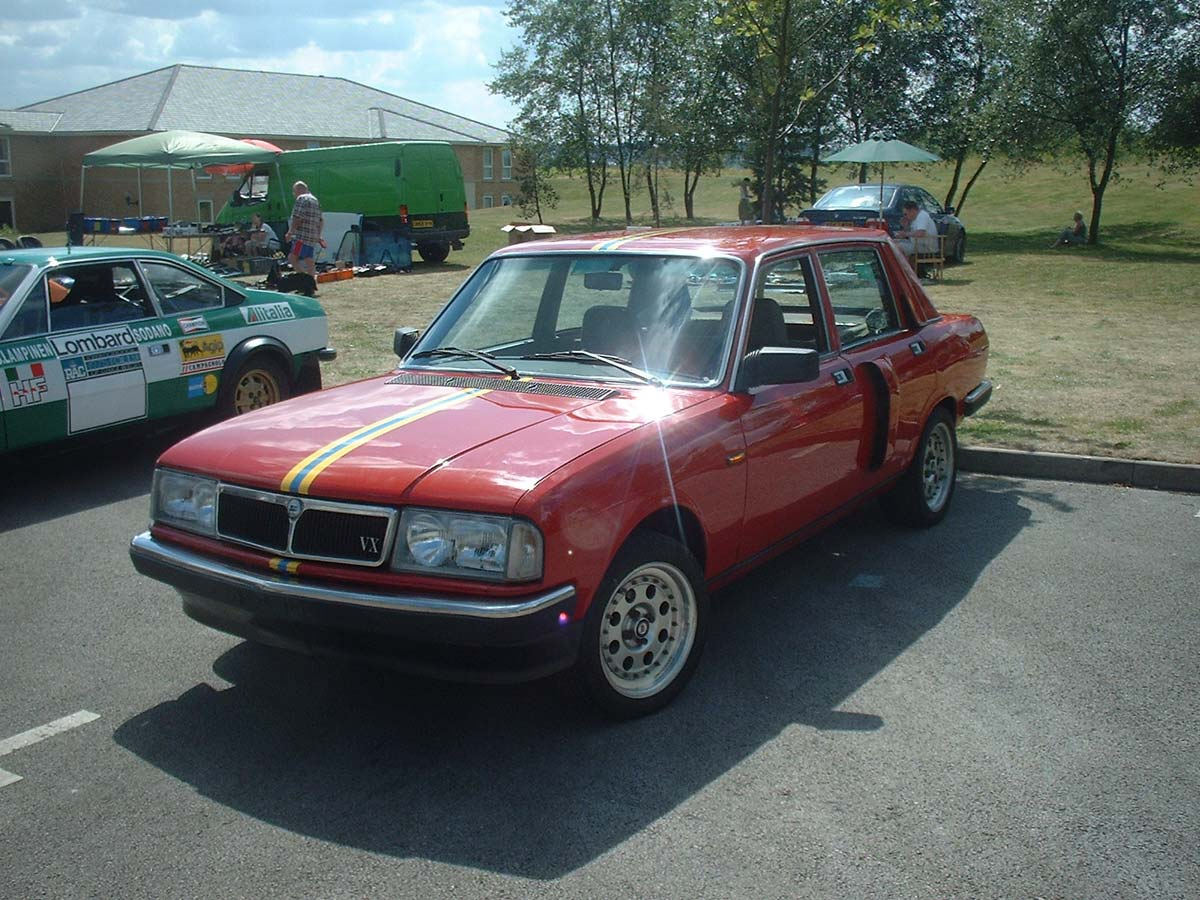
Lancia Trevi Volumex Bimotore

In 1984 ontwierp Lancia de Trevi Volumex Bimotore als testvoertuig voor de rallysport. Door de toenemende dominantie van voertuigen met vierwielaandrijving in de toenmalige Groep B ging Lancia op zoek naar een vierwielaangedreven opvolger voor de Lancia Rally 037. Rallyrijder en Abarth-testpiloot Giorgio Pianta kwam op het idee om een productievoertuig voor testdoeleinden uit te rusten met twee motoren die elk één as zouden aandrijven. Op deze manier kon vierwielaandrijving goedkoop gerealiseerd worden.
De basis voor het project was een standaard Trevi 2000 Volumex. De voorwielaandrijving bleef ongewijzigd, maar achteraan werd de achterbank gesloopt en vervangen door een tweede dwarsgeplaatste Volumex-motor die de achterwielen aandreef. De achterdeuren werden voorzien van luchtinlaten om de tweede motor te koelen. Om de twee motoren beter te laten samenwerken werd een elektronisch geregelde gasklep ter vervanging van het mechanische systeem gebruikt. Dat gaf de wagen een gecombineerd vermogen van 270 tot 300 pk.
De wagen was echter loodzwaar, de ingenieurs kregen niet alle problemen opgelost en bovendien bleef de koeling van de tweede motor problematisch. De Bimotore is puur een testvoertuig gebleven en werd nooit in een rally gebruikt.